# Lévai Miklós
Lévai Miklós, tévesen olykor Lévay, 1904-ig Lerner (Jászberény, 1887. március 1. – Budapest ?, 1941.) MÁV főtiszt, az első világháború idején főhadnagy.

## Élete
Lerner Jakab és Reiner Rozália gyermeke. 1927. szeptember 4-én Budapesten, a VII. kerületben házasságot kötött Friedmann Franciskával (1893–1955) Friedmann Mór és Rusznyák Rozália leányával. 1914. augusztus hatodikán vonult be ezredéhez, Szerbiába vezényelték. Súlyos sebesülést szerzett, és miután felgyógyult, főhadnagyi rangot kapott, később azonban felmentették a frontszolgálat alól. 
Egy elbeszélései a testvére, Lévai Sándor által szerkesztett Vasút c. lapban jelent meg 1909-ben.
Testvére volt még Lévai Oszkár kommunista politikus, vörösőr-parancsnok.

## Kitüntetései
- Károly-csapatkereszt
- Sebesültek Érme
- II. osztályú ezüst vitézségi érem